# Raphicerus melanotis
El grysbok de El Cabo o raficero de El Cabo (Raphicerus melanotis) es una especie de mamífero artiodáctilo de la subfamilia Antilopinae. Es un pequeño antílope endémico de la región de El Cabo, en Sudáfrica.

## Características
Tiene una áspera capa de arena de color rojizo con manchas en blanco. La cabeza, el cuello y las piernas tiene menos manchas y un poco amarillentas, mientras que el interior de las orejas, los ojos de los anillos, zona de la boca, garganta y parte inferior son de color blanco. Tiene negro el "puente" de la nariz y un color oscuro en la glándula frontal del ojo.  La cola es casi invisible (4-8 cm). Machos tienen  cortos, agudos y rectos cuernos de alrededor de 8 cm de largo, que son suaves. Puede aumentar la pelusa de la piel en su extremo posterior para hacerse ver más grande. Dispone de una breve y casi invisible cola.
Habita en zonas de arbustos gruesos y  a veces se encuentra visitando huertos y viñedos. También puede ser encontrado en camas de caña y el lecho del río a lo largo del sur del Karoo.
Los corderos nacen a fines de verano después de un período de gestación de aproximadamente 6 meses.  Permanecen ocultos y crecen rápidamente.
Pueden estar sin beber agua durante largos períodos de tiempo, ganando la mayoría de sus requisitos en su alimentación. Es principalmente nocturno, aunque puede ser visto en los primeros meses de mañana y tarde en la noche durante el invierno austral.